# Edvard Raab

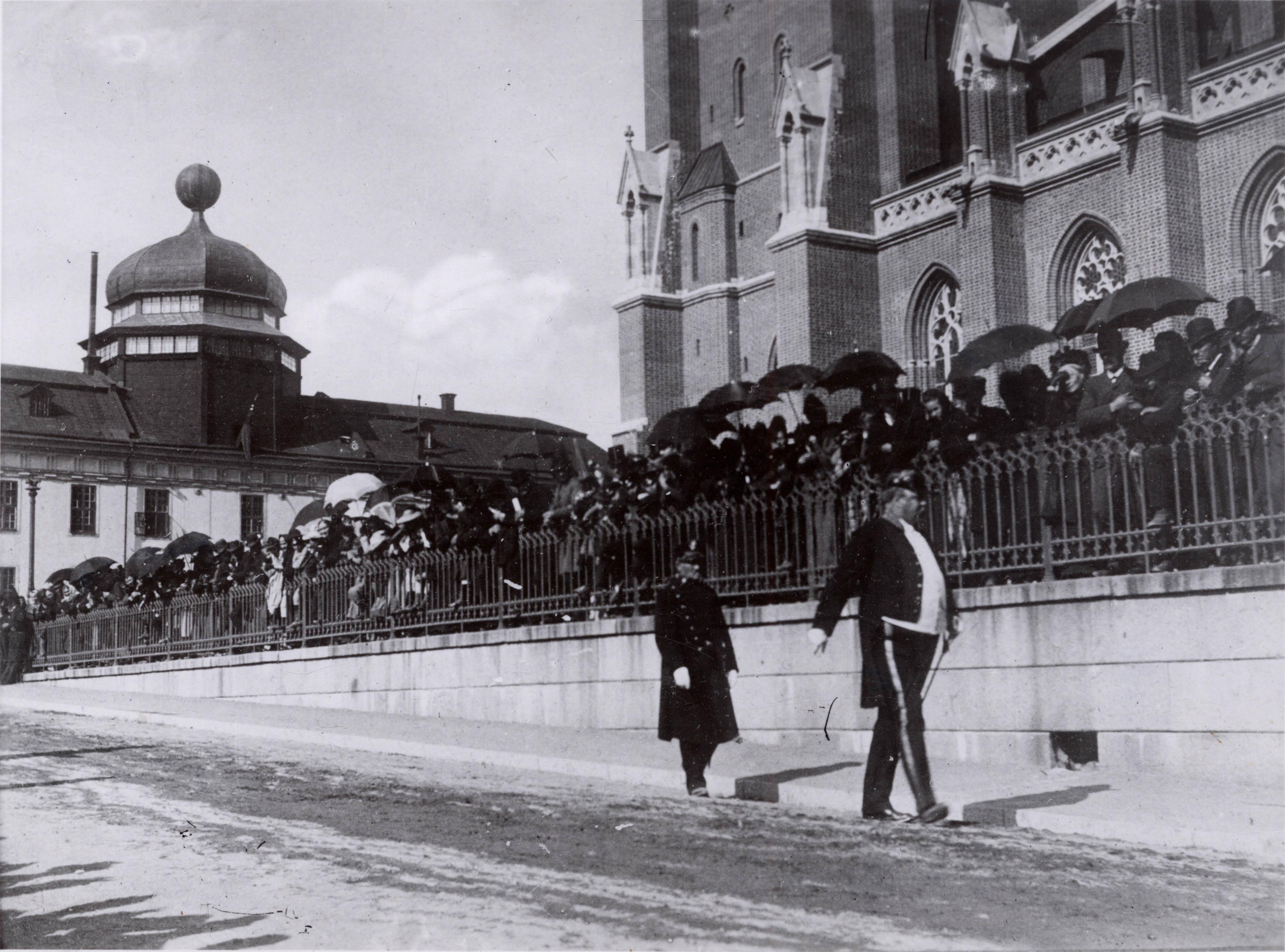
Polismästare Raab i Upsala 1893. Fotografi av Henri Osti.

Nils Edvard Axelson Raab, född 4 augusti 1841 i Växjö, död 19 januari 1901 i Uppsala, var en svensk friherre, rådman och polismästare.

## Biografi
Edvard Raab var officersson; fadern friherre Hans Otto Raab var kapten vid Kronobergs regemente. 
Efter studentexamen vid Växjö läroverk skrevs Raab in vid Uppsala universitet 1861 för studier i juridik. Han avlade kameralexamen 1864 och hovrättsexamen 1868, och arbetade sedan som vice häradshövding i Uppsala län. Raab utsågs till polismästare i Uppsala 1879, och verkade som sådan fram till sin död 1901.
Under Raabs tid som polismästare infördes bland annat civilklädda detektivkonstaplar för spaningsverksamheten vid Uppsalapolisen. Han ligger begravd på Uppsala gamla kyrkogård.

## Uppsalahistorier
Genom sitt krångliga, förvirrade uttryckssätt i tal och skrift blev Raab huvudpersonen i många historier från Uppsala. "Raaben" var särskilt i farten vid firandet av Unionsdagen den 4 november då han ofta från Rådhusets trappa i full uniform läste upprorslagen för studenterna på Stora torget; senare under kvällen kom många av dem i arrest, vilket för övrigt gav en viss status i studentlivet. Albert Engström odödliggjorde Raab genom många historier med teckningar, bland annat i tidningen Strix, och han finns också omnämnd i minnesböcker om studentlivet i det sena 1800-talets Uppsala. Raab var privat gemytlig och faderlig i umgänget med studenterna och var populär bland dem, trots att de ibland fick tillbringa en natt i hans arrest.

### "Bevingade ord"
Vid en brand i centrala Uppsala skrek Raaben:

— Studenter, stå inte och hindra eldsvådan där! Avancera bakåt!
När de första cyklarna kom till Uppsala i slutet av 1880-talet lät Raaben författa ett "velocipedreglemente" för de nya "ryttarna": 

När häst möter velocipedryttare skall han genast afstiga, leda densamma vid handen, öfvertyga honom om, att han är människa samt, med ett vänligt tilltalsord lugna detta af naturen så skygga djur.
Gatureglemente för Uppsala från Raaben, angående vinterförhållanden:

När ny snö fallit skall genast den gamla först undanskaffas.
Efter en drunkningsolycka i Fyrisån ropade han:

— Alla icke drunknade gossar behaga genast avlägsna sig från vaken!
Efter en annan drunkningsolycka meddelade han:

När jag, i full uniform, passerade Nybron och blickade ner i Fyrisåns grå böljor, såg jag med egna ögon därnere i skummet en barnaröst, som viftade med armarna.
Till slut fick man en räddningsbåt placerad i ån, och Raaben konstaterade i ett meddelande:

Sedan, med anledning af den i Fyrisån nyligen timade drunkningsolyckan genom magistratens försorg en räddningsbåt anskaffats och förlagts invid Jernbron, ha antalet af icke drunknade betydligt ökats.
En gång hade ett trähus slitits med av vårfloden i Fyrisån. Polismästaren lugnade de nyfikna åskådarna, och frågade med hög röst:

— Finns här någon som händelsevis har en båtshake på sig?
En av sevärdheterna i Uppsala på den tiden var "Vackra Hulda" i Gummessons Cigarrbod. Här samlades alla studenter på kvällarna vid stängningsdags, och det brukade uppstå en del rabalder. Polismästare Raab krävde då att cigarrboden skulle stängas, men den fick senare tillstånd att öppna igen den första i nästa månad. Raab kom dock strax på en "afsevärd och synnerligen välkommen modulation", nämligen:
 — Vi skola, bäste herr Gummesson, för att undvika den naturligtvis väntade och för eder affär synnerligen gynnsamma starka rusningen, komma överens om att hålla stängt den första dagen cigarraffären åter skall öppna.
Instruktion för handhavandet av anonyma brev:

Anonyma bref skola oöppnade returneras till afsändaren.
Vid de s.k. torggruffen framträdde Raaben i full uniform på Rådhustrappan och läste under studenternas kommentarer och bifall valda stycken ur den gamla upprorslagen.  I en rapport till landshövdingen efter ett sådant gruff meddelade han:

Klockan ett på natten afstannade upploppet lugnt och stilla som det börjat.
I rapporten om omhändertagande av en berusad student skrev han bl a:

... påträffades hängande i kandelabern, utstötande de hemskaste skrän, sägande sig dymedelst fira sin födelsedag.

(Kandelabern var den stora flerarmade gatlyktan mitt på Stora torget, dit den numera återbördats efter många år på S:t Eriks torg.)
Edvard Raab träffade på den av honom kände studenten och värmlänningen Wiberg på Nybron, och följande konversation utspann sig, apropå Nybron:

— Tycker inte kandidat Wiberg att när man står på järnvägsbron i Karlstad så påminner det rätt mycket om Konstantinopel?

— Jag har aldrig varit i Konstantinopel, herr baron.

— Ja, inte jag heller. Jag vet inte varifrån jag får mina idéer.
Man skulle ha konsert i gamla Carolinasalen, men läktarna såg skraltiga ut. Polismästaren ingrep personligen och kunde rapportera att: han själf och konstapel Morin hade gått läktarna runt och båda egenhändigt sittande afprofvat hvarenda stolplats jämte långbänkar och därvid funnit att läktarna borde hålla utmärkt äfven vid större folktillströmningar.